# Euxoa hendersoni
Euxoa hendersoni är en fjärilsart som beskrevs av Elliot C.G. Pinhey 1968. Euxoa hendersoni ingår i släktet Euxoa och familjen nattflyn. Inga underarter finns listade i Catalogue of Life.